# The Fontenay
Koordinaten: 53° 33′ 55″ N, 9° 59′ 52″ O

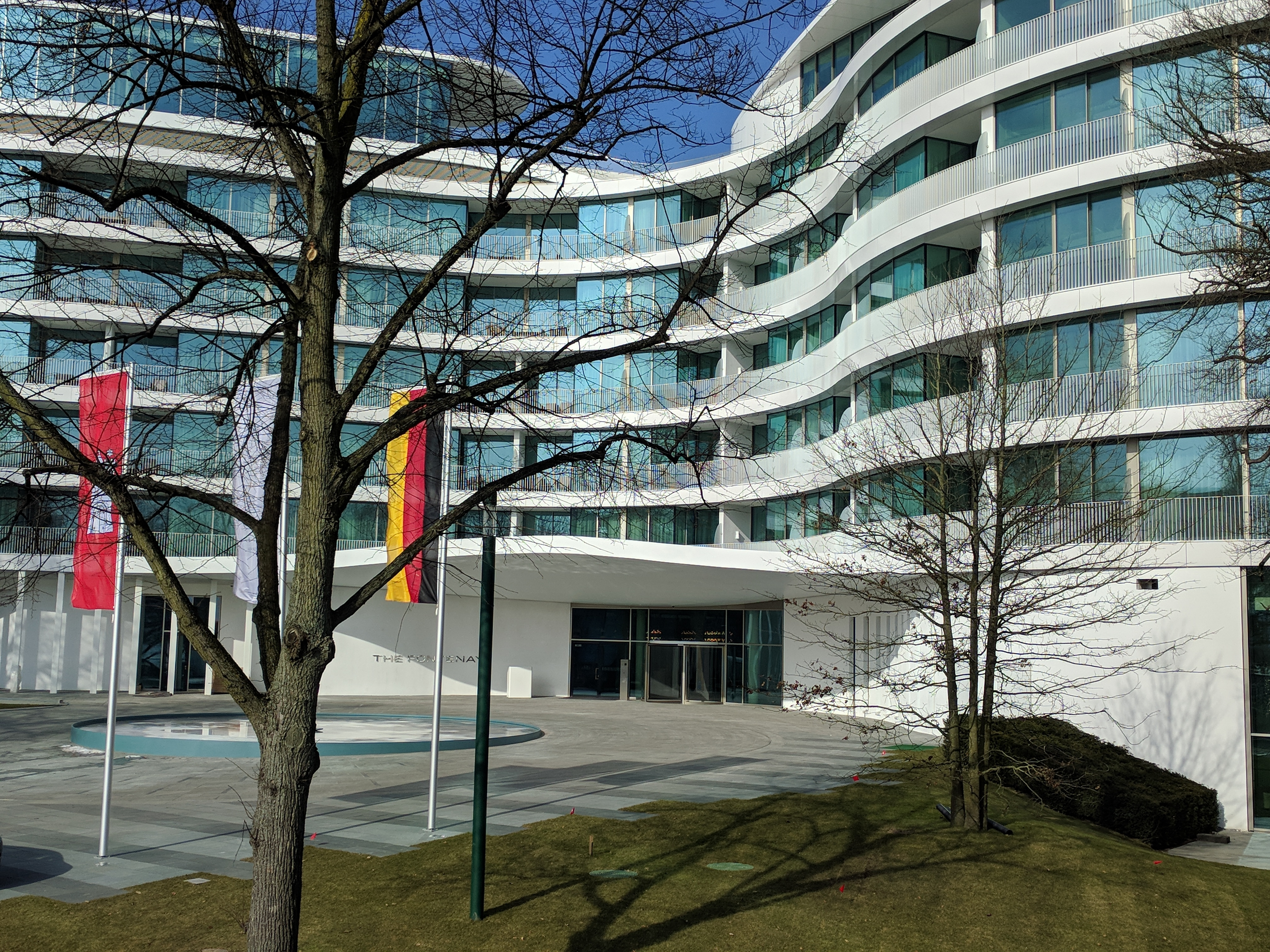
The Fontenay Hamburg (Hoteleingang, März 2018)

Das The Fontenay Hamburg ist ein Luxushotel an der Außenalster in Hamburg, das im März 2018 eröffnet wurde.
Das Hotel ist seit 2019 Mitglied der Allianz The Leading Hotels of the World.

## Hotel
Bauherr und Eigentümer ist Klaus-Michael Kühne. Es liegt in Hamburg-Rotherbaum an der Straße Fontenay an der Außenalster und hat 130 Gästezimmer und Suiten. Entworfen wurde das der organischen Architektur zugerechnete Gebäude vom Architekten Jan Störmer. Das Foyer, die Atrium-Lounge, hat eine lichte Raumhöhe von 27 Metern.
Die Lichtinstallation in der Lobby wurde von William Brand von Brand van Egmond geschaffen.
Das künstlerische Ambiente stammt u. a. vom Künstler Antonio Máro, der für jedes der Zimmer und alle Zimmerflure je ein Bild schuf.
Das Hotel bietet einen 1.000 m² großen Wellnessbereich auf dem Dach mit einem 20 Meter langen Innen- und Außenpool. Zum Haus gehören eine Tiefgarage, vier Veranstaltungsräume, zwei Restaurants und eine Bar mit einem 320°-Ausblick über Hamburg.

## Geschichte
Das Hotel ist benannt nach dem Schiffsmakler John Fontenay, der 1816 ein großes Grundstück zwischen Mittelweg und Außenalster erwarb, auf dem sich heute u. a. auch das The Fontenay Hamburg befindet. Das Gebäude steht an der Stelle des früheren Hotel InterContinental, auch InterConti genannt. Es musste im Februar 2013 wegen Insolvenz schließen. Im März 2013 wurde bekannt, dass Klaus-Michael Kühne das Hotel für rund 20 Mio. Euro erworben hatte; er ließ es ab Ende Februar 2014 abreißen.
Die Grundsteinlegung für The Fontenay Hamburg fand am 14. August 2014 statt. Ursprünglich war die Hoteleröffnung für den Sommer 2016 geplant. Im November 2015 wurde Richtfest gefeiert. In dieser Zeit wurden auch Bauverzögerungen bekannt. The Fontenay wurde am 19. März 2018 eröffnet.
Seit der Eröffnung hat das Hotel zahlreiche internationale Auszeichnungen erhalten.

## RestaurantLakeside
Im März 2020 wurde Julian Stowasser Küchenchef des Gourmetrestaurants Lakeside, das 2023 mit zwei Michelinsternen ausgezeichnet wurde.